# The Rose of Versailles
The Rose of Versailles (яп. ベルサイユのばら бэрусайю но бара, «Роза Версаля», La Rose de Versailles) или Lady Oscar («Леди Оскар») — манга Риёко Икэды и одноимённое аниме, одно из наиболее известных произведений для девушек (сёдзё), оказавшее огромное влияние на эстетику и идеологию всей сёдзё-манги. Остаётся классикой в Японии. Оно было переведено на многие европейские языки, а также на арабский, турецкий, китайский. В 1979 году был снят художественный фильм Жака Деми «Леди Оскар».

## Сюжет
Действие происходит во времена правления Людовика XVI и Великой Французской революции. В центре сюжета находится девушка по имени Оскар — дочь аристократа, чей отец сильно хотел наследника и потому воспитал дочь как мальчика, даже дал ей мужское имя. Оскар стала капитаном королевской гвардии, однако врожденное чувство справедливости не даёт ей слепо подчиняться приказам: с детства в Оскар воспитывали верность двору, но она не может не видеть нищету и притеснения, которым подвергаются простые люди.

## Аниме
Аниме The Rose of Versailles было снято на студии Tokyo Movie Shinsha (TMS). Его премьера на телеэкранах Японии состоялась в 1979 году. Кроме Японии, оно также транслировалось в Европе, странах Востока и Латинской Америке под названием Lady Oscar, но в Италии позже было переименовано в Una spada per Lady Oscar
К работе над аниме подключили наиболее признанных специалистов своего времени. Наиболее трудным моментом стал индицент со сменой режиссёра, когда первая половина аниме снималась под руководством Тадао Нагахамы, а вторая половина — Осаму Дэдзаки. Музыку написал композитор Кодзи Макаино. Аниме транслировалось на японском телеканале Nihon Terebi с октября 1979 года по сентябрь 1980 года.

## Персонажи
- Оскар Франсуа де Жарже (яп. オスカル・フランソワ・ド・ジャルジェ Осукару Фурансова до Дзярудзэ), Леди Оскар — шестая дочь генерала де Жарже, воспитанная, как мальчик. Капитан королевской гвардии. Родилась 25 декабря 1755 года. Отличается прямолинейным и сильным характером; умом, не обременённым характерными для её социального класса предрассудками; храбростью и благородством. Её исторический прототип — Пьер-Огюстен Юлен.Сэйю: Тадзима Рэйко
- Мария-Антуанетта (яп. マリー・アントワネット Мари: Антованэтто) — в прошлом эрцгерцогиня Австрии, дофина и королева Франции. Жена Людовика XVI. Родилась 2 ноября 1755 года. Не смогла прижиться в Версале, ставшем для неё «золотой клеткой». Из-за своей доверчивости становится жертвой корыстных лицемерных «друзей» и фаворитов вроде мадам Полиньяк. Сэйю: Уэда Миюки
- Ганс Аксель фон Ферзен (яп. ハンス・アクセル・フォン・フェルゼン Хансу Акусэру фон Фэрудзэн) — граф из Швеции. Старший сын шведского главного маршала. Родился 4 сентября 1755 года. Сэйю: Хори Кацуносукэ (эп. 6-8), Нодзава Нати (эп. 11-40)
- Андрэ Грандье (яп. アンドレ・グランディエ Андорэ Гурандиэ) — друг детства Оскар и её денщик. В аниме-сериале и игровом фильме — конюх семьи Жарже. Внук Маррон Гласэ. Родился 26 августа 1754 года. Сэйю: Сигаки Таро
- Розали Ламорльер[англ.] (яп. ロザリー・ラ・モリエール Родзари ра Мориэ:ру) — девушка из парижских трущоб, незаконнорождённая дочь графа де Сен-Реми (последнего представителя династии Валуа), единокровная сестра Жанны де Ламотт, протеже Оскар, последняя служанка Марии-Антуанетты. Родилась, по манге, в 1763 году. Её прототип — реальная историческая личность Розали Ламорльер, которая действительно была последней служанкой Марии-Антуанетты во время её заточения. Появляется в манге Риёко Икеды ''Eikou no Napoleon — Eroica''[англ.]. Сэйю: Ёсида Рихоко
- Людовик XVI (яп. ルイ16世 Руи Дзю:рокусэй) — дофин и король Франции. Добрый и мягкий, но крайне слабовольный и легко поддающийся чужому влиянию человек. В отличие от жены, ведёт скромный образ жизни. Любит книги, охоту и слесарное дело.
- Людовик XV (яп. ルイ15世 Руи Дзю:госэй) — Король Франции и дедушка дофина. У него есть любовница, мадам Дюбарри. Он умирает от оспы в Версальском дворце. После его смерти его наследник и внук становится королем Франции.
- графииня Дюбаррии (яп. デュ・バリー夫人 Дю Бари:-фудзин) — любовница короля Людовика XV. Раньше она была проституткой, и благодаря этому ей удается вступить во двор. Неоднократно вступала в открытый конфликт с Марией-Антуанеттой, пока не вмешивается король. Перед смертью короля епископ, выслушав исповедь Людовика, приказывает устранить "грех короля". Её отправляют в монастырь, где она остается до 1793 года, после чего её гильотинируют.
- Луи Филипп Жозеф (яп. オルレアン公 Orurean-kō) — герцог Орлеанский, родственник Людовика XVI, второй претендент на престол, тайно пытался узурпировать трон.
- Анри-Луи-Мари де Роган — дворянин, жестокий и холоднокровный, который прибегает к насилию и убивает мальчика за мелкое преступление, что приводит в ужас Розали, Оскара и Андре.
- Жанна де Ламотт — авантюристка, главная виновница в известном «деле об ожерелье». Честолюбивая, целеустремлённая, алчная и умная женщина. Провела детство в нищете и всегда мечтала о роскошной жизни. Незаконнорождённая дочь графа де Сен-Реми, единокровная сестра Розали Ламорльер, воспитанница маркизы де Буленвилье, жена Николя де Ламотт. Сэйю: Мацуканэ Ёнэко.
- Графиня Полиньяк — фаворитка Марии-Антуанетты. Сэйю: Муто Рэйко
- Бернар Шатле — молодой журналист, революционер, последователь Робеспьера. Его исторический прототип — Камиль Демулен. Согласно манге, дальний родственник Сен-Жюста. Появляется в «Eikou no Napoleon — Eroica». Сэйю: Нодзима Акио
- Максимилиан Робеспьер — один из идейных лидеров революционного движения, адвокат из обедневшего дворянского рода. Сэйю: Мори Кацудзи
- Кардинал Роган — жадный, распутный кардинал, бывший посол Франции в Австрии. За своё поведение ненавидим Марией Терезией и Марией-Антуанеттой.
- Герцог Орлеанский — коварный герцог при дворе Марии-Антуанетты.
- Луи-Антуан «Флорелль» Сен-Жюст — согласно манге, молодой студент, поддерживающий революционные идеи. Дальний родственник Бернара Шатле. Автор сатирической поэмы «Organt», которую Бернар называет «эротической новеллой». Сбежал из дома и какое-то время жил у Бернара. Впоследствии стал самым молодым депутатом Национального конвента, другом и последователем Робеспьера. Главный обвинитель Людовика XVI. Был убеждён, что ради триумфа революции можно использовать любые средства, получил прозвище «Архангел Смерти». В аниме-сериале показан как кровожадный террорист, наслаждающийся убийством ради убийства. Сэйю: Фурукава Тосио
- Алан де Суассон — молодой человек из Французской гвардии. Авторитетный лидер среди своих сослуживцев. Один из главных героев манги Eikou no Napoleon — Eroica. Родился в 1761 или 1762 году. Представитель обедневшего дворянского рода. Будучи не лучшего происхождения, лишён возможности продвижения по службе; из-за нападения на командира был разжалован в рядовые. Талантливый фехтовальщик. Сэйю: Ямада Китон
- Виктор Клемент «Флориан» де Жиродель — капитан и майор королевской гвардии. Претендент на руку Оскар. Сэйю: Мисима Кэйдзи
- Генерал де Жарже — отец Оскар и ещё пятерых дочерей. Его вероятный исторический прототип — Франсуа Огюстен Ренье де Жарже[фр.], который также может быть частичным прототипом Оскар. Сэйю: Уцуми Кэндзи
- Мадам де Жарже — Жоржетта — жена генерала де Жарже, мать Оскар и её пятерых старших сестёр. Фрейлина Марии-Антуанетты. Сэйю: Кикути Хироко
- Маррон Гласэ-Монблан — бабушка Андрэ, няня Оскар, экономка семьи Жарже.

## История создания
Манга The Rose of Versailles публиковалась в период с апреля 1972 года по декабрь 1973 года. Первоначально редакторы журнала не одобрили идею Икэды выпускать мангу о жизни Марии-Антуанетты. В конечном итоге автору было поставлено условие, что продолжение публикации будет зависеть от реакции читательской аудитории. Читатели реагировали в основном положительно. Одним из основных новшеств в манге было внедрение женского персонажа, который одевается и ведет себя как мужчина.

## Переиздания манги
| Название                                        | Издатель          | Кол-во томов | Дата        |
| ----------------------------------------------- | ----------------- | ------------ | ----------- |
| Berusaiyu no Bara — Shueisha                    | Shueisha          | 5            | 1976        |
| Berusaiyu no Bara — Shueisha Manga Bunko        | Shueisha          | 10           | 1977 — 1978 |
| Berusaiyu no Bara — Chuko Aizôban               | Chuokoron Shinsha | 2            | 1987        |
| Berusaiyu no Bara — Shueisha BunkoChuko Aizôban | Shueisha          | 5            | 1994        |
| Berusaiyu no Bara — Shueisha Girls Remix        | Shueisha          | 4            | 2002        |
| Berusaiyu no Bara — Fairbell Comics             | Fairbell          | 6            | 2004 — 2005 |
| Berusaiyu no Bara (Edition Parfaite)            | Shueisha          | 8            | 2005 — 2006 |

## Популярность
Продано более 15 млн копий The Rose of Versailles по всему миру, причём каждый том расходился тиражом в 1,5 млн копий. Согласно опросу, проведенному в 2007 году министерством культуры Японии, занимает 28-е место среди лучшей манги всех времен.
Вместе с тем внезапный поворот событий в жизни главной героини Оскар вызвал бурную реакцию среди поклонников. Как сообщалось, ученицы школ были расстроены настолько сильно, что учителя вынуждены были приостановить занятия. А один из обезумевших поклонников прислал Риёко Икэде по почте лезвие бритвы.